# Margie Adam
Margie Adam (née en 1947 à Lompoc en Californie) est une musicienne et compositrice américaine.
Dès le début de sa carrière de chanteuse et auteure-compositrice féministe, elle a développé un ensemble unique de piano et de voix, de paroles et de mélodies, d’esprit et de mots.
En tant que compositrice, elle a introduit une variété spéciale de musique pop jazz pour piano solo et a aidé à créer de la musique féminine comme force politique et culturelle.

## Biographie
Margie Adam est née en 1947 à Lompoc, en Californie,. Sa mère est une pianiste classique et son père un éditeur de journal qui, en parallèle, compose de la musique. Adam commence encore enfant à jouer du piano. Elle est diplômée de l'Université de Californie, Berkeley en 1971.
En 1973, elle se présente lors d'une séance ouverte et commence sa carrière en tant que musicienne professionnelle. L'année suivante, elle participe au Festival national de musique de femmes à Champaign-Urbana. Elle y contribue au développement du mouvement Women's music.

## Carrière musicale
Son premier album, Margie Adam, est promu avec une cinquantaine de concerts. Sa chanson We Shall Go Forth devient rapidement un hymne du lesbianisme féministe et fait maintenant partie des archives d'histoire politique du Musée Smithsonian. Elle interprète cette chanson lors de la March for Women's Lives.